# Can Rumia
Can Rumia és una obra del municipi de Sant Julià de Vilatorta (Osona) inclosa en l'Inventari del Patrimoni Arquitectònic de Catalunya.

## Descripció
Es tracta d'un edifici civil. És una petita masoveria de planta rectangular coberta a dues vessants i amb el carener perpendicular a la façana, situada a migdia. Consta de planta baixa, pis i golfes. La façana presenta un gran portal rectangular de pedra picada i una finestreta amb reixa forjada a la planta; dues finestretes al primer pis i una a les golfes, totes de totxo. Adossat a la part esquerra del portal hi ha un cos cobert a una vessant (seguint la de la casa), construït amb totxo. A ponent s'hi adossa un altre cos cobert a dues vessants i també al nord, el qual presenta dues obertures.
És construïda amb pedra basta unida amb morter de calç, i portal de pedra i totxo que determina les parts de construcció més recents.

## Història
El nom d'aquesta masia remet al de les properes de Can Goules, també anomenada Can "Pensatibé" i de Can "Discorre".